# Andra kolerapandemin
Den andra kolerapandemin, också känd som den  Asiatiska kolerapandemin eller den Asiatiska koleran var en pandemi av kolera som ägde rum mellan år 1826 till 1837.  Den är känd som den andra av flera kolerapandemier som ägde rum i Asien och Europa under 1800- och 1900-talet, och den föregicks av den första kolerapandemin och följdes av den tredje kolerapandemin. Pandemin började i Indien och spred sig därifrån genom Sydvästasien till Kina och Japan, och genom Mellanöstern till Europa och USA. Under denna pandemi pågick häftiga debatter kring smittspridningen om kolera. 

## Historik
Under den första koleraepidemin nådde koleran som längst till Astrahan, men 1826 bröt en ny epidemi ut i Bengalen, som trängde inte bara längre in i Ryssland (1830), utan ända in i hjärtat av Europa över Polen (1831) till Tyskland, Ungern och Österrike.
Med fartyg från Hamburg fördes farsoten redan i slutet av 1831 över till England, och kort därefter bredde den ut sig över Frankrike, Belgien och Holland. Samtidigt vandrade den över Persien och Arabien till Egypten, varifrån den även på denna väg snart framträngde över Turkiet till Europa.
I Skandinavien hemsöktes först Norge (hamnstäderna Drammen, Möss och Kristiania höstarna 1832 och 1833), och sommaren 1834 nådde sjukdomen Sverige, varemot Danmark undgick denna epidemi helt och hållet. Från England överfördes sjukdomen inte bara till Portugal och Spanien, utan även till Amerika.
Sedermera spred den sig 1835–37 från Spanien över södra Frankrike till Italien och Schweiz. Över Egypten drog den sig utefter Afrikas hela norra kust, och först med hösten 1837 kan denna vitt spridda koleraepidemi anses ha upphört.

## Omkomna i urval
- Julia Chinn, på Choctaw Academy i Kentucky i USA, 1833
- Anders Collberg, i koleraepidemin i Jönköping 1834
- Axel von Rosen, i koleraepidemin i Göteborg 1834